# Città di Albany
La città di Albany è una delle undici local government areas che si trovano nella regione di Great Southern, in Australia Occidentale. Essa si estende su di una superficie di circa 4.312 chilometri quadrati ed ha una popolazione di 31.574 abitanti.